# Ley Orgánica de Educación (España)
La Ley Orgánica 2/2006, de 3 de mayo, de Educación (LOE) es una ley orgánica estatal aprobada el 6 de abril de 2006 en el Congreso de los Diputados. La ley regulaba las enseñanzas educativas en los diferentes tramos de edad de la educación en España en diferentes tramos de edades, vigente desde el curso académico 2006/07 hasta la actualidad. El 28 de noviembre de 2013, se modificó parcialmente con la aprobación de la LOMCE, la cual entró en vigor en el curso 2014/2015. La nueva ley educativa LOMLOE, aprobada en primera instancia por el Congreso de los Diputados el 19 de noviembre de 2020 y que a su vez introduce cambios sobre la LOE, supone la derogación de la LOMCE.

## Contexto
Actualmente, España se sitúa en el puesto 26 en desarrollo educativo, por debajo de casi todos los países de la Unión Europea, según el informe "Educación para todos", elaborado por la Unesco.

## Características
Publicada en el Boletín Oficial del Estado el 4 de mayo de 2006, esta ley establece en su preámbulo que tiene como objetivo adecuar la regulación legal de la educación no universitaria a la realidad actual en España (educación infantil, primaria, secundaria obligatoria, bachillerato, formación profesional, de idiomas, artísticas, deportivas, de adultos) bajo los principios de calidad de la educación para todo el alumnado, la equidad que garantice la igualdad de oportunidades, la transmisión y efectividad de valores que favorezcan la libertad, responsabilidad, tolerancia, igualdad, respeto y la justicia, entre otros elementos.
En el Congreso de los Diputados se aprobó con el voto afirmativo de Partido Socialista Obrero Español (PSOE), Convergencia i Unió (CiU), Esquerra Republicana de Catalunya (ERC), Partido Nacionalista Vasco (PNV), Iniciativa per Catalunya Verds (ICV), Coalición Canaria (CC) y Eusko Alkartasuna (EA), el voto en contra del Partido Popular (PP) y la abstención de Izquierda Unida (IU), Bloque Nacionalista Galego (BNG), Chunta Aragonesista (ChA) y Nafarroa Bai (NaBai).
La ley trata sobre organizar los contenidos de algunas asignaturas para que parte de ellos se den sólo en 1.º y 3.º de ESO (o sólo en 2.º y 4.º) para integrar otras asignaturas en su lugar.

## Niveles
El sistema educativo español, divide la educación en cinco ciclos. Tres de ellas son obligatorias; las dos restantes son opcionales.
En primer lugar, nos encontramos con la Educación Infantil. Es el primer nivel de educación en este sistema. Surgió en la década de 1990, cuando las nuevas reformas de la LOGSE establecieron la necesidad de ampliar la educación formal a la población de hasta seis años de edad, aunque esta no fuese de carácter obligatorio. Para ello, se sustentó en la pedagogía progresista de autores como Célestin Freinet2 u Ovide Decroly3 conocida como Escuela Nueva. Su objetivo principal es «contribuir al desarrollo físico, afectivo, social e intelectual de los niños» (LOE Art. 12.2) y parte de una serie de principios elementales, cuya importancia queda señalada en el Artículo 14 de LOE.4
Esta le precede a la Educación Primaria, la cual supone el segundo nivel de educación en el sistema educativo español. Está formado por seis cursos, donde los niños empiezan en Primero de Primaria, con seis años, y finalizan este período con doce años, en Sexto de Primaria.
Por último, nos centramos en el último grado obligatorio en dicho sistema educativo. Este supone la Educación Secundaria Obligatoria (ESO), y está formada por cuatro años, entrando en Primero de la ESO, con doce años, y terminando el ciclo con dieciséis años, en Cuarto de la ESO.
A partir de esto, nos centraremos en los grados NO obligatorios. A ellos acceden los que quieren formarse para una carrera que les servirá para el futuro. En este período encontramos Bachillerato, el cual dura dos años, y finalmente el grado superior (este engloba tanto módulos superiores como carreras universitarias, a elección de cada cual).

## Efectos jurídicos
La LOE tiene importantes consecuencias en el ordenamiento jurídico español; las más relevantes son:

### Deroga
- Ley 14/1970, de 4 de agosto, General de Educación y Financiamiento de la Reforma Educativa.
- Ley Orgánica 1/1990, de 3 de octubre, de Ordenación General del Sistema Educativo.
- Ley orgánica 9/1995, de 20 de noviembre, de la participación, la evaluación y el gobierno de los centros docentes.
- Ley Orgánica 10/2002, de 23 de diciembre, de Calidad de la Educación
- Ley 24/1994, de 12 de julio, por la que se establecen normas sobre Concursos de Provision de Puestos de Trabajo para funcionarios docentes.

### Modifica
- Los arts. 4, 5.5, 6 a 8, 25, 31, 56.1, 57 y 62 de la Ley Orgánica 8/1985, de 3 de julio, Reguladora del Derecho a la Educación.
- El art. 29.2 de la Ley 30/1984, de 2 de agosto, de medidas para la Reforma de la Función Pública.

### Declara
- La vigencia de la Ley 12/1987, de 2 de julio, sobre el establecimiento de la gratuidad de los estudios de bachillerato, formación profesional y artes aplicadas y oficios artísticos en los centros públicos y la autonomía de gestión económica de los centros docentes públicos no universitarios.

## Clases de centros escolares
El texto de esta Ley prevé la existencia de centros de educación públicos, centros de educación privados y centros de educación privados-concertados. Los centros de educación privados concertados son centros creados por iniciativa de la sociedad civil pero con apoyo de fondos públicos.
La financiación de la libertad de enseñanza con fondos públicos puede ser realizada de diversas maneras: La ayuda directa a las familias a través del denominado Cheque Escolar, el pago del salario de los profesores de los centros educativos no estatales, entre otros.
El modelo recogido por la LOE mediante los conciertos educativos es este último: financiar el sueldo de los docentes.
Las dimensiones de esta ayuda es diversa dependiendo de la tradición y cultura jurídica de cada país. En este contexto, el caso de España -según el último informe de la OCDE- sitúa este país en el grupo de países europeos con una menor inversión en la escuela no estatal, ya que se dedica el 84,6 % del presupuesto público a la educación en la escuela estatal, y el 15,4 % restante a ayudas a las escuelas concertadas.

## Aspectos polémicos
- Asignatura de Religión (católica)

En un país con una fuerte tradición católica y un gran número de centros de enseñanza de la Iglesia católica siempre resulta polémica la adopción de normas legales que regulan los ámbitos que habitualmente se dejaban en manos de la Iglesia.
La disposición adicional segunda de la Ley establece que:

1.La enseñanza de la religión católica se ajustará a lo establecido en el Acuerdo sobre Enseñanza y Asuntos Culturales suscrito entre la Santa Sede y el Estado español. A tal fin, y de conformidad con lo que disponga dicho acuerdo, se incluirá la religión católica como área o materia en los niveles educativos que corresponda, que será de oferta obligatoria para los centros y de carácter voluntario para los alumnos.

2. La enseñanza de otras religiones se ajustará a lo dispuesto en los Acuerdos de Cooperación celebrados por el Estado español con la Federación de Entidades Religiosas Evangélicas de España, la Federación de Comunidades Israelitas de España, la Comisión Islámica de España y, en su caso, a los que en el futuro puedan suscribirse con otras confesiones religiosas.

Se podrá elegir entre: una versión confesional de la asignatura de religión (católica, evangélica, islámica o judía), una versión aconfesional, o no asumir asignatura alguna. En este último caso, los centros docentes dispondrán las medidas organizativas para que los alumnos cuyos padres o tutores no hayan optado por que cursen enseñanzas de religión reciban la debida atención educativa.
Las medidas organizativas adoptadas por los centros docentes deberán ser incluidas en su proyecto educativo para que padres y tutores las conozcan con anterioridad.
El Artículo 18 de la LOE establece como áreas de la educación primaria:
- - Conocimiento del medio natural, social y cultural
  - Educación artística
  - Educación física
  - Lengua castellana y literatura y, en su caso, lengua y literatura cooficial.
  - Lengua extranjera
  - Matemáticas

Por tanto, el área de religión católica desaparece de la educación primaria a diferencia de la regulación anterior menos en los colegios católicos.
La Disposición Derogatoria Única expresamente menciona el Real Decreto 2438/1994, de 16 de diciembre, que regula la enseñanza de la religión en Primaria pero mantiene su vigencia vigente en tanto no se verifiquen las previsiones del Real Decreto 803/2006, de 30 de junio, por el que se establece el calendario de aplicación de la nueva ordenación del sistema educativo.
En el Anexo II se fijan los objetivos de las diferentes áreas y en el Anexo III se establece el horario para las diferentes áreas.
- Educación para la Ciudadanía y los Derechos Humanos: el dictamen del Consejo de Estado

La otra polémica novedad de la Ley es la nueva asignatura de Educación para la Ciudadanía y los Derechos Humanos. Según el texto legal, será una materia obligatoria y evaluable en la Educación básica y el Bachillerato.
El Consejo de Ministros el 7 de diciembre de 2006, aprobó el Real Decreto de Enseñanzas Mínimas de educación primaria, primer reglamento de desarrollo de la LOE.
Este reglamento introduce finalmente la nueva asignatura Educación para la Ciudadanía y derechos humanos que tendrá como mínimo de 50 horas lectivas y será obligatoria en dos cursos de Primaria. Para compensar el aumento de horas lectivas se reduce 25 horas de clase de lengua y literatura, y se disminuye la carga lectiva mínima de la asignatura de religión (tanto en su versión confesional como en su versión aconfesional) que pasará de las 210 horas actuales a 175, quedando con el mismo número de horas que la educación física.
El Consejo de Estado, en su preceptivo dictamen en la desarrollo legislativo de la Ley, señaló que la peculiar relevancia que se le daba a esta materia era una innovación en el sistema educativo Español. En efecto, este órgano señala que se veía obligado a: “llamar la atención, por deducción del conjunto de la lectura del texto, sobre el hecho de que el propósito innovador en algunas cuestiones educación para la ciudadanía, educación en la igualdad (…) ha llevado a que estas materias resulten sobreenfatizadas por su reiteración constante tanto en la exposición de motivos como a lo largo del articulado”. Según un comunicado por el Ministerio de Educación y Ciencia, el Consejo de Estado menciona "expresamente tanto la nueva materia de Educación para la Ciudadanía y los Derechos Humanos como la propuesta sobre la enseñanza de la Religión para avalar, en ambos casos, el contenido del Proyecto".
En la exposición de motivos de la LOE se dice que:

En lo que se refiere al currículo, una de las novedades de la Ley consiste en situar la preocupación por la educación para la ciudadanía en un lugar muy destacado del conjunto de las actividades educativas y en la introducción de unos nuevos contenidos referidos a esta educación que, con diferentes denominaciones, de acuerdo con la naturaleza de los contenidos y las edades de los alumnos, se impartirá en algunos cursos de la educación primaria, secundaria obligatoria y bachillerato. (…) la nueva materia permitirá profundizar en algunos aspectos relativos a nuestra vida en común, contribuyendo a formar a los nuevos ciudadanos

.
Y en el cuerpo legal de la LOE se pueden leer numerosas referencias con respecto a la “Educación para la Ciudadanía”; de modo que cuando se enumeran los objetivos para primaria, secundaria y bachillerato, se hace referencia siempre en primer lugar, a los relacionados con esta nueva asignatura.
Para la etapa de Educación primaria, en el que empezará a aplicarse la LOE por primera vez en septiembre de 2007, y que es el único ciclo en el que ya se ha emanado el correspondiente reglamento de desarrollo, esta ley establece como primer objetivo en “Conocer y apreciar los valores y las normas de convivencia, aprender a obrar de acuerdo con ellas, prepararse para el ejercicio activo de la ciudadanía y respetar el pluralismo propio de una sociedad democrática” (art. 17 a).
El alto órgano consultivo añade, además, que: 

parece como si esta innovación constituyera toda la esencia del sistema educativo cuando la realidad es que se trata de orientaciones nuevas, muy loables, pero que no deben dejar en segundo o últimos planos cuestiones tan esenciales como lo son la simple pero evidente necesidad de que el sistema educativo transmita conocimientos objetivos de las humanidades, artes y ciencias.

Finaliza su informe, afirmando que: 

además, hay elementos como por ejemplo la educación en el mérito y la capacidad individual, que es el baremo por el cual los estudiantes van a acceder al mundo profesional, laboral o adulto en general (desde luego, así lo impone la Constitución al menos para el sector público), que no aparecen mencionados ni una sola vez.

Los gobiernos de Islas Baleares, Castilla y León, Comunidad de Madrid, Región de Murcia y Comunidad Valenciana, gobernados todos ellos por el Partido Popular, y la Comunidad Foral de Navarra han acordado el pasado 1 de diciembre de 2006 en Logroño que aplicarán esta nueva materia en su número mínimo de horas.
- Educación infantil de 0 a 3 años no gratuita.

La no inclusión de la Educación infantil de 0 a 3 años como gratuita (aunque de carácter no obligatorio) ha sido achacado como un defecto que perjudica a los ciudadanos, en especial, los que intentan conciliar la vida familiar y laboral. El Consejo Económico y Social de España ha criticado esta situación.

## Oposición a la reforma que establece la Ley
La oposición al contenido de la Ley es muy diversa; la crítica más generalizada es la disminución de la exigencia a los alumnos, con la posibilidad de pasar de curso con materias suspendidas; desde diversos sectores, como el partido Vox a través de su portavoz de Educación en el Congreso, Joaquín Robles, se entiende, a su vez, que la nueva asignatura de Educación para la ciudadanía puede suponer un adoctrinamiento por parte del Estado en la educación moral de los estudiantes, cuestión que el Artículo 27 de la Constitución Española reconoce como de exclusiva competencia de los padres. Por último, otro aspecto que ha creado polémica, es el trato dado a la asignatura de Religión (católica, evangélica, judía o islámica) ya que diversos colectivos, como la institución Fundación Educatio Servanda que pretende preservar los principios de la Iglesia Católica, entienden que se ha legislado con la intención de hacer más difícil su elección.
El 12 de noviembre de 2005 fue celebrada una manifestación en Madrid, de diversas asociaciones, a las que el presidente del Gobierno, José Luis Rodríguez Zapatero, recibiría días después. Las principales entidades que convocaron la manifestación fueron:
- ANCEE (Asociación Nacional de Centros de Educación Especial)
- APS (Asociación de Profesores de Secundaria)
- CECE (Confederación Española de Centros de Enseñanza)
- CES (Confederación Nacional de Estudiantes)
- COFAPA (Confederación de Padres y Madres de Alumnos)
- CONCAPA (Confederación Católica Nacional de Padres de Familia y Padres de Alumnos)
- FEF (Foro Español de la Familia)
- PTE (Plataforma Tiempo de Educar)
- UDE (Unión Democrática de Estudiantes)
- USO (Unión Sindical Obrera. Federación de Enseñanza).

Acudieron 407 000 personas según la Delegación del Gobierno de Madrid, 1,5 millones de personas según la Comunidad de Madrid y 2 millones según los manifestantes.